# Социалистический (Тульская область)
Социалистический — посёлок в Щёкинском районе Тульской области России.
В рамках административно-территориального устройства относится к Ломинцевской сельской администрации Щёкинского района, в рамках организации местного самоуправления включается в сельское поселение Ломинцевское.

## География
Расположен в 8 км к юго-востоку от железнодорожной станции города Щёкино.

## Население
| 2010 |
| ---- |
| 2051 |